# Chauchina (kommunhuvudort)
Chauchina är en kommunhuvudort i Spanien. Den ligger i provinsen Provincia de Granada och regionen Andalusien, i den södra delen av landet, 400 km söder om huvudstaden Madrid. Chauchina ligger 553 meter över havet och antalet invånare är 4 357.
Terrängen runt Chauchina är varierad. Runt Chauchina är det tätbefolkat, med 257 invånare per kvadratkilometer. Närmaste större samhälle är Granada, 14,6 km öster om Chauchina. Trakten runt Chauchina består till största delen av jordbruksmark.